# Олигурија
Олигурија је симптом болести који карактерише смањење диурезе на мање од 500 мл мокраће у 24 сата.
Смањење производње урина може бити узроковано различитим узроцима који се могу поделити на три групе:
- Преренални узроци - смањење протока крви кроз бубреге због дехидрације
- Ренали узроци - исхемијско или токсично оштећење бубрега које узрокује тубуларни некрозу бубрега
- Постренални узорци - опструкција каменцем, неоплазме или угрушком у мокраћоводу

Олигурију треба разликовати од анурије код које је диуреза смањена на мање од 100 мл унутар 24х.
Олигурија, код [[одојче]та је смањење на мање од 1 мЛ / kg / час, а код деце на мање од 0,5 мЛ / kg / час.
|  | Молимо Вас, обратите пажњу на важно упозорење у вези са темама из области медицине (здравља). |